# Physoconops obscuripennis
Physoconops obscuripennis är en tvåvingeart som först beskrevs av Samuel Wendell Williston  1882.  Physoconops obscuripennis ingår i släktet Physoconops och familjen stekelflugor. Inga underarter finns listade i Catalogue of Life.